# Nagao-ji
 (juin 2023).
Si vous disposez d'ouvrages ou d'articles de référence ou si vous connaissez des sites web de qualité traitant du thème abordé ici, merci de compléter l'article en donnant les références utiles à sa vérifiabilité et en les liant à la section « Notes et références ».
Le Nagao-ji (長尾寺) est un temple bouddhiste Shingon situé à Sanuki dans la préfecture de Kagawa au Japon. 
C'est le 87e des 88 temples de la route du pèlerinage de Shikoku.